# Benvenut Deblin
Benvenut Deblin OFM (před r. 1743–1818), též Benevenut Deblin, křestním jménem Jan Adam hrabě z Deblína a Althardu, řeholním Benvenut (Benevenut), byl františkán, pravděpodobně německého jazyka, působící v českých zemích. Vzhledem k svému šlechtickému původu se zřejmě narodil nebo v dětství pobýval na znojemském hradě nebo zámku v Starém Hobzí. Před vstupem do františkánského řádu působil jako vojenský velitel armády hesenského lankraběte Maximiliána (1689-1753). Řeholní sliby složil někdy před rokem 1756, v roce 1758 přijal kněžské svěcení. Byl údajně „znamenitý bohoslovec, jenž pořádal roku 1762 u P. Marie Sněžné v Praze veřejnou disputaci a v Olomouci čítán mezi nejlepší řečníky“. V letech 1764–1766 působil Deblin v plzeňském klášteře jako sváteční kazatel. V 80. letech pobýval v dačickém konventu, mezi jehož dobrodince patřila též rodina hrabat Deblinů. Šlechtický původ a zejména osobní vazby na vlivné příbuzné umožňovaly Benvenutovi získat v rámci řeholního společenství zvláštní nepsaná privilegia. Například běžně mohli františkáni mohli knihy pro osobní potřebu pouze užívat, nikoli je vlastnit spolu s právem volného nakládání, a to ze souhlasem představeného, Benvenut považoval své svazky za osobní vlastnictví, včetně možnosti je dále věnovat klášteru, v tomto případě v Dačicích.
Od roku 1805 pobýval Benvenut Deblin v klášteře v Moravské Třebové. Ačkoli měl tehdy asi okolo 70 let a je titulován jako vysloužilý kazatel (emeritus), rozhodně nezahálel a v klášteře s dlouhou tradicí přípravy nových řeholníků působil jako magistr noviců, knihovník a v letech 1809-1815 jako vikář kláštera.
Z kazatelské činnosti bratra Benvenuta Deblina byla přinejmenším jedna jeho promluva vydána tiskem. Jednalo se o jeho oslavné kázání, které pronesl 26. prosince 1773 v olomouckém františkánském kostele Neposkvrněného početí Panny Marie při příležitosti řádového jubilea 50 let od slibů svého spolubratra Leonarda Bähra (též Beer, †1775). Kázání na 18 stranách vytiskla v Olomouci Josefa Terezie Hirnleová, vdova po s františkány spřízněném tiskaři Františku Antonínu Hirnleovi v roce 1774.
Podle řádového františkánského nekrologia zemřel údajně poslední člen hraběcího rodu z Deblína františkán Benvenut Deblin 9. května 1816 v Moravské Třebové, více dalších z původních zdrojů blíže vycházejících pramenů ale uvádí pravděpodobnější rok jeho úmrtí jako 1818.